# سیارک ۱۵۱۲۶
سیارک ۱۵۱۲۶ (به انگلیسی: 15126 Brittanyanderson، نامگذاری:2000EA44) پانزده هزار و صد و بیست و ششمین سیارک کشف شده‌است که در ۸ مارس ۲۰۰۰ کشف شد.
قدر مطلق سیارک برابر ۱۰.۲ است.